# Thrixopelma cyaneolum
Thrixopelma cyaneolum är en spindelart som beskrevs av Schmidt, Friebolin och Friebolin 2005. Thrixopelma cyaneolum ingår i släktet Thrixopelma och familjen fågelspindlar.
Artens utbredningsområde är Peru. Inga underarter finns listade i Catalogue of Life.